# منتخب مدغشقر لكرة السلة للسيدات
منتخب مدغشقر لكرة السلة للسيدات (بالفرنسية: Équipe de Madagascar de basket-ball féminin) هو ممثل مدغشقر الرسمي في المنافسات الدولية في كرة السلة للسيدات.